# Евън Питърс
Евън Питърс (на английски: Evan Peters) е американски актьор.

## Биография
Роден е на 20 януари 1987. Той е от Сейнт Луис, Мисури, САЩ. Син е на Джули и Фил Питърс. Има две известни татуировки – „мамо“ на лявото си рамо и червен знак thumbs up на дясната си ръка.

### Кариера
Първата му роля е в „Чудесният Адам“ (2004) като Адам Шепард. Във филма „Купон с преспиване“ (2004) играе шантавия скейтбордист Ръсел АКА Спонджбоб и си партнира с Хънтър Париш и Шейн Хънтър – неговия „екипаж“. За ролята си е номиран за „Награда за млади артисти за най-добро изпълнение в игрален филм“. Следва роля в сериала „Дните“ (2004), където играе средното дете Купър Дей, амбициозен писател, чакащ с нетърпение завършването на средното си образование. Популярността си добива чрез роля в сериала „Зловеща семейна история“. В първия сезон играе Тейт Лангдън, във втория Кит Уокър, в третия Кайл Спенсър, в четвъртия Джими Дарлинг, а в петия Джеймс Марч.

## Филмография
| Година | Заглавие                        | Герой          |
| ------ | ------------------------------- | -------------- |
| 2004   | Чудесният Адам                  | Адам Шепърд    |
| 2004   | Купон с преспиване              | Ръсел Хейс     |
| 2007   | Американско престъпление        | Рики Хобс      |
| 2007   | Момчето на мама                 | Кейт           |
| 2008   | Remarkable Power                | Ross           |
| 2008   | Градини на нощта                | Браян/Рейчъл   |
| 2008   | Никога не се предавай           | Макс Купърман  |
| 2010   | Шут в г*за!                     | Тод            |
| 2011   | Никога не се предавай 2         | Макс Купърман  |
| 2011   | Добрият доктор                  | Дони Никсън    |
| 2013   | Свят за възрастни               | Алекс          |
| 2014   | Х-Мен: Дни на отминалото бъдеще | Петър Максимов |
| 2016   | Х-мен:Апокалипсис               | Петър Максимов |

| Година      | Заглавие                                      | Роля             | Бележки                               |
| ----------- | --------------------------------------------- | ---------------- | ------------------------------------- |
| 2004        | Дните                                         | Купър Дей        | 6 епизода                             |
| 2004 – 2005 | Фил на бъдещето                               | Сет Уосмър       | 5 епизода                             |
| 2005 – 2006 | Нашествие                                     | Джеси Варон      | 21 епизода                            |
| 2008        | Мръсотия                                      | Крейг Хоуп       | 1 епизод („Бог да благослови детето“) |
| 2008        | Безследно                                     | Крейг Бескин     | 1 епизод („Завой на пътя“)            |
| 2008        | Монк                                          | Ерик Тавела      | 1 епизод („Господин Монк и геният“)   |
| 2008        | Д-р Хаус                                      | Оливър           | 1 епизод („Последният курорт“)        |
| 2008 – 2009 | Самотно дърво на хълма                        | Джак Даниелс     | 6 епизода                             |
| 2009        | Шепот от отвъдното                            | Дилан            | 1 епизод („Прекомерени сили“)         |
| 2010        | Престъпни намерения                           | Чарли Хилрич     | 1 епизод („Мосли Лейн“)               |
| 2010        | Менталистът                                   | Оливър МакДаниел | 1 епизод („18-5-4“)                   |
| 2010        | Офисът                                        | Люк Купър        | 1 епизод („Непотизъм“)                |
| 2011        | Родителство                                   | Брендън          | 1 епизод („Нов план“)                 |
| 2011        | В пряк поглед                                 | Джои Ростън      | 1 епизод („Луд като свидетел“)        |
| 2011        | Зловеща семейна история: Къща за убийства     | Тейт Лангдън     | 12 епизода                            |
| 2012        | Зловеща семейна история: Лудница              | Кит Уокър        | 13 епизода                            |
| 2013        | Зловеща семейна история: Свърталище на вещици | Кайл Спенсър     | 13 епизода                            |
| 2014        | Зловеща семейна история: Фрийк шоу            | Джими Дарлинг    | 13 епизода                            |
| 2015        | Зловеща семейна история: Хотел                | Джеймс Марч      | 13 епизода                            |